# Municipio de Byron (Míchigan)
El municipio de Byron (en inglés: Byron Township) es un municipio ubicado en el condado de Kent en el estado estadounidense de Míchigan. En el año 2010 tenía una población de 20317 habitantes y una densidad poblacional de 216,86 personas por km².

## Geografía
El municipio de Byron se encuentra ubicado en las coordenadas 42°48′42″N 85°43′26″O / 42.81167, -85.72389. Según la Oficina del Censo de los Estados Unidos, el municipio tiene una superficie total de 93.69 km², de la cual 93.49 km² corresponden a tierra firme y (0.2%) 0.19 km² es agua.

## Demografía
Según el censo de 2010, había 20317 personas residiendo en el municipio de Byron. La densidad de población era de 216,86 hab./km². De los 20317 habitantes, el municipio de Byron estaba compuesto por el 92.8% blancos, el 1.62% eran afroamericanos, el 0.51% eran amerindios, el 1.62% eran asiáticos, el 0.02% eran isleños del Pacífico, el 1.56% eran de otras razas y el 1.87% pertenecían a dos o más razas. Del total de la población el 4.15% eran hispanos o latinos de cualquier raza.